# 성인력

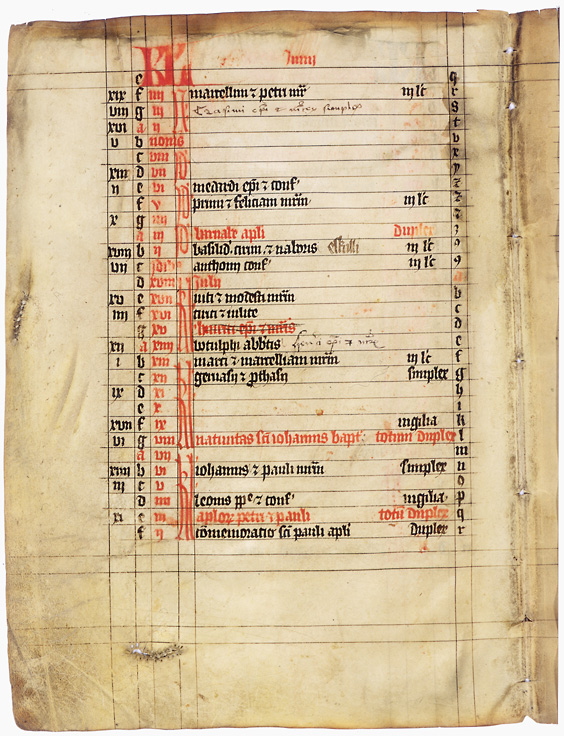
1340-60년경, 중세 성인 달력 필사본의 일부. 도미니코 수도회에서 사용하였다(투르쿠 지역).

성인력(calendar of saints)은 로마 가톨릭교회에서 인정하는 그리스도교의 성인(聖人) 축일(feast day, feast)을 표시한 달력이다.
이 문서 작성에 참고가 되는 책으로는, 로마 가톨릭교회에서 어느 정도 보편적으로 인정되는 성인들의 목록을 모은 로마 순교록이 있다. 한편 로마 가톨릭교회전체에서 미사와 성무일도 전례에서 기념하는 성인들의 축일을 선정하여 만든 달력을 로마 보편 전례력이라고 한다. 또한 로마 보편 전례력에 지역 교회나 수도 가족이 자신들의 고유한 성인 축일을 덧붙여 만든 것을 고유 전례력이라고 부른다.

## 1월
- 1월 7일: 안티오키아의 성 루치아노.
- 1월 15일: 성녀 니노
- 1월 16일: 성 마르첼로
- 1월 20일: 교황 파비아노.
- 1월 21일: 로마의 성녀 아녜스.
- 1월 22일: 성 빈첸시오 부제 순교자.
- 1월 25일: 성 바오로의 회심.
- 1월 28일: 성 토마스 아퀴나스.
- 1월 31일: 성 요한 보스코.

## 2월
- 2월 3일: 성 블라시오
- 2월 3일: 성 안스가리오
- 2월 5일: 성녀 아가타
- 2월 6일: 성 바오로 미키와 나가사키의 순교자.
- 2월 8일: 성 베드로 이네우스
- 2월 8일: 성 마인골드
- 2월 8일: 성 예로니모 에밀리아니
- 2월 8일: 성 바오로
- 2월 8일: 성 루키우스
- 2월 8일: 성 키리아쿠스
- 2월 8일: 성 유벤시오
- 2월 8일: 성녀 엘플레다
- 2월 8일: 성 이사야
- 2월 8일: 성 쿠트만
- 2월 12일: 성 모데스토.
- 2월 12일: 성 율리아노.
- 2월 12일: 성 암모니오.
- 2월 14일: 성 발렌티노.
- 2월 16일: 성 포르피리오.
- 2월 19일: 성 콘라도.
- 2월 24일: 성녀 아델라.
- 2월 27일: 성 율리아노.

## 3월
- 3월 8일: 천주의 성 요한
- 3월 9일: 성 파치아노, 성 도미니꼬 사비오
- 3월 12일: 성녀 세라피나.
- 3월 15일: 성 아리스토불로.
- 3월 19일: 성 요셉.
- 3월 20일: 성 세바스티아노.
- 3월 22일: 성 에바프로디도.
- 3월 27일: 성 암필로키오.
- 3월 31일: 성 아모스.

## 4월
- 4월 4일: 성 이시도르
- 4월 6일: 성녀 플라토니스.
- 4월 7일: 성 헤제시포.
- 4월 8일: 성 아신크리토.
- 4월 10일: 성 에제키엘.
- 4월 11일: 성녀 젬마 갈가니.
- 4월 15일: 성녀 바실리사.
- 4월 15일: 성녀 아나스타시아.
- 4월 18일: 성 칼로체로.
- 4월 18일: 성 코레보.
- 4월 20일: 성 마르첼리노
- 4월 25일: 성 마르코.
- 4월 26일: 교황 아나클레토.교황 마르첼리노.
- 4월 29일: 시에나의 성녀 가타리나.

## 5월
- 5월 1일: 성 예레미야.
- 5월 3일: 알패오의 아들 성 야고보.
- 5월 3일: 성 필립보.
- 5월 10일: 성 욥.
- 5월 12일: 성녀 젬마(솔모나의) (Gemma fo Solmona).
- 5월 14일: 성 마티아.
- 5월 15일: 성 세쿤도.
- 5월 15일: 성 에우프라시오.
- 5월 15일: 성 인달레시오.
- 5월 29일: 복자 윤지충 바오로와 동료 순교자들 기념일.
- 5월 30일: 성녀 잔 다르크

## 6월
- 6월 3일: 성 다비노.
- 6월 3일: 성녀 클로틸다.
- 6월 8일: 성 막시미노.
- 6월 9일: 성 에프렘.
- 6월 11일: 성 바르나바.
- 6월 16일: 성녀 루갈다(루트가르다).
- 6월 20일: 성 노바토.
- 6월 22일: 성 존 피셔.
- 6월 24일: 성 요한 세례자 탄생 대축일.
- 6월 29일: 초대 교황 성 베드로 사도 대축일
- 6월 29일: 성 바오로 사도와 성 베드로 사도 대축일

## 7월
- 7월 1일: 성 도미시아노.
- 7월 1일: 성 아론
- 7월 2일: 성 마르티니아노
- 7월 3일: 성 토마스.
- 7월 3일: 성녀 무스티올라.
- 7월 4일: 호세아.
- 7월 4일: 하깨.
- 7월 5일: 성 김대건 안드레아.
- 7월 8일: 성 라이문도.
- 7월 8일: 성 아퀼라.
- 7월 9일: 중국의 순교자.
- 7월 11일: 성 베네딕토.
- 7월 12일: 성녀 베로니카.
- 7월 12일: 성 요한 이베리안
- 7월 13일: 성 에즈라.
- 7월 13일: 성 요엘.
- 7월 13일: 성 실라.
- 7월 15일: 성 보나벤투라.
- 7월 20일: 성 엘리야.
- 7월 21일: 성 다니엘.브린디씨의 성 라우렌시오
- 7월 22일: 성녀 마리아 막달레나. 성 다비오
- 7월 22일: 성녀 신티케.
- 7월 25일: 제베대오의 아들 성 야고보.
- 7월 26일: 성 요아킴.
- 7월 26일: 성녀 안나.
- 7월 29일: 성녀 플로라.
- 7월 31일: 성 이냐시오 데 로욜라

## 8월
- 8월 4일: 성녀 페르페투아.
- 8월 11일: 성녀 클라라.
- 8월 15일: 성모 마리아.
- 8월 20일: 성 베르나르도.
- 8월 23일: 리마의 로사.
- 8월 24일: 성 바르톨로메오.
- 8월 26일: 성 세쿤도.
- 8월 28일: 히포의 성 아우구스티노.

## 9월
- 9월 1일: 성 프리스코.
- 9월 3일: 성 그레고리오 1세.
- 9월 5일: 성녀 마더 데레사.
- 9월 6일: 성 즈가리야.
- 9월 6일: 성 오네시포로.
- 9월 6일: 성녀 베가.
- 9월 7일: 성녀 그리모니아.
- 9월 7일: 성 네모리오.
- 9월 8일: 성 네스타보.
- 9월 8일: 성 네스토르.
- 9월 9일: 성 고르고니오.
- 9월 10일: 성 네메시아노.
- 9월 11일: 성 프로토.
- 9월 11일: 성 히야친토.
- 9월 12일: 성 귀도.
- 9월 16일: 성 고르넬리오.
- 9월 17일: 성녀 골룸바.
- 9월 17일: 성 로베르토 벨라르미노.
- 9월 17일: 성녀 힐데가르드.
- 9월 20일: 성 김대건 안드레아와 성 정하상 바오로와 동료 순교자 대축일.
- 9월 21일: 성 요나.
- 9월 21일: 성 마태오.
- 9월 23일: 성 리노.
- 9월 25일: 성 클레오파스.
- 9월 26일: 성 고스마.
- 9월 27일: 성 빈첸시오 아 바오로
- 9월 29일: 가브리엘, 라파엘, 미카엘.
- 9월 30일: 성 예로니모.

## 10월
- 10월 1일: 성녀 소화 데레사
- 10월 4일: 아시시의 성 프란치스코.
- 10월 5일: 성녀 마리아 파우스티나 코발스카.
- 10월 7일: 성녀 유스티나
- 10월 11일: 교황 요한 23세
- 10월 13일: 성 에드워드
- 10월 15일: 아빌라의 성녀 테레사
- 10월 16일: 성녀 마르가리타 마리아 알라코크.
- 10월 18일: 성 루가.
- 10월 22일: 교황 요한 바오로 2세.
- 10월 23일: 성 도미시오.
- 10월 28일: 성 시몬.
- 10월 28일: 성 타데오.
- 10월 30일: 성녀 도로테아.
- 10월 31일: 성 나르치소.
- 10월 31일: 성 암플리아토.

## 11월
- 11월 1일: 모든 성인 대축일.
- 11월 2일: 성 마르치아노.
- 11월 2일: 성녀 바야.
- 11월 2일: 성녀 브리지다.
- 11월 2일: 성 빅토리노.
- 11월 2일: 성 아가피오.
- 11월 2일: 성 존 보디.
- 11월 2일: 성 테오도토.
- 11월 2일: 성 토비아.
- 11월 2일: 성 파비아.
- 11월 3일: 성 룸왈드.
- 11월 3일: 성 마르티노 데 포레스.
- 11월 3일: 성녀 실비아.
- 11월 3일: 성 아미코.
- 11월 3일: 성녀 알페.
- 11월 3일: 성 엘레리오.
- 11월 3일: 성녀 위니프레다.
- 11월 3일: 성녀이다.
- 11월 3일: 성 후베르토.
- 11월 4일: 성 가롤로 보로메오.
- 11월 4일: 성녀 모데스타.
- 11월 4일: 성 비탈리스.
- 11월 4일: 성녀 아그리콜라.
- 11월 4일: 성 에메리코.
- 11월 4일: 성 요안니치오.
- 11월 4일: 성 클라로.
- 11월 4일: 성녀 프란치스카 앙부와즈.
- 11월 4일: 성 피에리오.
- 11월 5일: 성 갈라시오노.
- 11월 5일: 성 고미다스.
- 11월 5일: 성 레토.
- 11월 5일: 성 마르티노 데 포레스.
- 11월 5일: 성녀 베르틸라.
- 11월 5일: 성 실바노.
- 11월 5일: 성녀 에피스테마.
- 11월 5일: 성녀 엘리사벳.
- 11월 5일: 성 즈가리야.
- 11월 5일: 성 피비시오.
- 11월 6일: 성 노니오 알바레스 데 페레이라.
- 11월 6일: 성 데메트리아노.
- 11월 6일: 성 레오나르도.
- 11월 6일: 성녀 마르가리타.
- 11월 6일: 성 멜라니오.
- 11월 6일: 성 세베로.
- 11월 6일: 성 아티코.
- 11월 6일: 성 윈녹.
- 11월 6일: 성 일티드.
- 11월 7일: 성 라베라노.
- 11월 7일: 성녀 마르가리타 콜론나.
- 11월 7일: 성녀 마리아 도미니카.
- 11월 7일: 성녀 마치아.
- 11월 7일: 성 안토니오 발디누치.
- 11월 7일: 성 엔겔베르토.
- 11월 7일: 성 윌리브로드.
- 11월 7일: 성녀 제르트루다.
- 11월 7일: 성녀 카리나.
- 11월 7일: 성녀 테살로니카.
- 11월 7일: 성 플로렌시오.
- 11월 7일: 성 헤르쿨라노.
- 11월 8일: 성 가스토리오.
- 11월 8일: 성 고드프리.
- 11월 8일: 성 데우스데디트.
- 11월 8일: 성 티실리오.
- 11월 8일: 성 윌리하드.
- 11월 8일: 성 제르바디오.
- 11월 8일: 성 치비.
- 11월 9일: 성 반느.
- 11월 9일: 성녀 소파트라.
- 11월 9일: 성녀 에우스티올라.
- 11월 9일: 성 우르시노.
- 11월 9일: 성 조지 네퍼.
- 11월 10일: 성녀 님파.
- 11월 10일: 성 레스피치오.
- 11월 10일: 성 레오 1세.
- 11월 10일: 성 안드레아 아벨리노.
- 11월 10일: 성 에드 막 브릭.
- 11월 10일: 성 유스토.
- 11월 10일: 성녀 테오티스타.
- 11월 10일: 성 트리포.
- 11월 10일: 성 티베리오.
- 11월 10일: 성 프로보.
- 11월 13일: 성 호모보노.
- 11월 11일: 성 메나스.
- 11월 11일: 성 멘나스.
- 11월 11일: 성 베라노.
- 11월 11일: 성 테오도로 스투티테스.
- 11월 12일: 성 닐로.
- 11월 12일: 성 디다코.
- 11월 12일: 성 디에고.
- 11월 12일: 성 라이네리오.
- 11월 12일: 성 레나토.
- 11월 12일: 성 리비노.
- 11월 12일: 성 마카르.
- 11월 12일: 성 에밀리아노 쿠쿠라투스.
- 11월 12일: 성 에보디오.
- 11월 12일: 성 요사팟.
- 11월 12일: 성 이메리오.
- 11월 12일: 성 쿠니베르토.
- 11월 12일: 성 쿠미아노.
- 11월 13일: 성 니콜라오 1세.
- 11월 13일: 성 데비니코.
- 11월 13일: 성 드리텔모.
- 11월 13일: 성녀 막셀렌다.
- 11월 13일: 성 브리시오.
- 11월 13일: 성 스타니슬라오 코스트카.
- 11월 13일: 성 아르카디오.
- 11월 13일: 성 아포.
- 11월 13일: 성녀 콜룸바.
- 11월 13일: 성녀 프란치스카 하비에르 카브리니.
- 11월 13일: 성 호모보노.
- 11월 14일: 성 그레고리오 팔라마스.
- 11월 14일: 성 니콜라오 타벨리츠.
- 11월 14일: 성 두브리치오.
- 11월 14일: 성녀 베네란다.
- 11월 14일: 성 세라피온.
- 11월 14일: 성 시도니오.
- 11월 14일: 성 필로메노.
- 11월 14일: 성 히파치오.
- 11월 15일: 성 데시데리오.
- 11월 15일: 성 레오폴드.
- 11월 15일: 성 말로.
- 11월 15일: 성 아비보.
- 11월 15일: 성 알베르토.
- 11월 15일: 성 핀탄.
- 11월 16일: 성 그라시아.
- 11월 16일: 성 나자리오.
- 11월 16일: 성 루도비코 모르비올리.
- 11월 16일: 성녀 루치아.
- 11월 16일: 성녀 멕틸다.
- 11월 16일: 성 아판.
- 11월 16일: 성 에드문도.
- 11월 16일: 성 에우체리오.
- 11월 16일: 성 엘피디오.
- 11월 16일: 성녀 제르트루다.
- 11월 16일: 성 피덴시오.
- 11월 17일: 성 나마시오.
- 11월 17일: 성 디오니시오.
- 11월 17일: 성 로코 론잘레스.
- 11월 17일: 성녀 빅토리아.
- 11월 17일: 성녀 살로메.
- 11월 17일: 성 아니아노.
- 11월 17일: 성 아치스클로.
- 11월 17일: 성 알페오.
- 11월 17일: 성녀 엘리자베트.
- 11월 17일: 성 자케오.
- 11월 17일: 성 후고.
- 11월 17일: 성녀 힐다.
- 11월 18일: 성 로마노.
- 11월 18일: 성녀 로즈 필리핀 뒤센느.
- 11월 18일: 성 막시모.
- 11월 18일: 성 부르지노.
- 11월 18일: 성 아만도.
- 11월 18일: 성 오도.
- 11월 18일: 성 페르고.
- 11월 18일: 성 헤시치오.
- 11월 19일: 성 나르세스 1세.
- 11월 19일: 성녀 멕틸다.
- 11월 19일: 성 세베리노.
- 11월 19일: 성 아나스타시오 2세.
- 11월 19일: 성녀 에르멘부르가.
- 11월 19일: 성 엑수페리오.
- 11월 19일: 성 크리스피노.
- 11월 19일: 성 펠리치아노.
- 11월 19일: 성 폰시아노.
- 11월 20일: 성 네르세스.
- 11월 20일: 성 다시오.
- 11월 20일: 성녀 막센시아.
- 11월 20일: 성 바치오.
- 11월 20일: 성 베니뇨.
- 11월 20일: 성 베른바드.
- 11월 20일: 성 솔루토르.
- 11월 20일: 성 심플리치오.
- 11월 20일: 성 아가피오.
- 11월 20일: 성 아나톨리오.
- 11월 20일: 성 아드벤토르.
- 11월 20일: 성 암브로시오 트라베르사리.
- 11월 20일: 성 에드문도.
- 11월 20일: 성 옥타비오.
- 11월 20일: 성 테스페시오.
- 11월 21일: 성 루포.
- 11월 21일: 성모 마리아의 자헌.
- 11월 21일: 성녀 아멜베르가.
- 11월 21일: 성 젤라시오 1세
- 11월 21일: 성 헬리오도로.
- 11월 21일: 성 힐라리오.
- 11월 22일: 성 마우로.
- 11월 22일: 성 사비니아노.
- 11월 22일: 성녀 아피아.
- 11월 22일: 체칠리아.
- 11월 22일: 성녀 체칠리아.
- 11월 22일: 성녀 트리지디아.
- 11월 22일: 성 프라그마시오.
- 11월 22일: 성 필레몬.
- 11월 23일: 성녀 라실다.
- 11월 23일: 성녀 루크레치아.
- 11월 23일: 성 바울리노.
- 11월 23일: 성 파데르니아노.
- 11월 23일: 성 시지니오.
- 11월 23일: 성 암필로치오.
- 11월 23일: 성녀 윌프레투다.
- 11월 23일: 성 클레멘스 1세.
- 11월 23일: 성 펠리치타.
- 11월 24일: 성 레오파르디노.
- 11월 24일: 성 마리노.
- 11월 24일: 성 프로타시오.
- 11월 24일: 성녀 에안프레다.
- 11월 24일: 성 크리소고노.
- 11월 24일: 성 클레센시아노.
- 11월 24일: 성 트루도.
- 11월 24일: 성 포르시아노.
- 11월 24일: 성녀 플로라.
- 11월 24일: 성녀 피르미나.
- 11월 25일: 성 귀도.
- 11월 25일: 성 라바노.
- 11월 25일: 성 메르쿠리오.
- 11월 25일: 성 아달베르토.
- 11월 25일: 성녀 유쿤다.
- 11월 25일: 성녀 임마.
- 11월 26일: 성 레오나르도 카사노바.
- 11월 26일: 성 바솔로.
- 11월 26일: 성 벨리노.
- 11월 26일: 성 본시오.
- 11월 26일: 성 스틸리아노.
- 11월 26일: 성 시리치오.
- 11월 26일: 성 실베스테르 고졸리니.
- 11월 26일: 성 콘라드.
- 11월 27일: 성 발레리아노.
- 11월 27일: 성 버질.
- 11월 27일: 성 베르나르디노.
- 11월 27일: 성녀 빌힐다.
- 11월 27일: 성 요사팟.
- 11월 27일: 성 쿤가르.
- 11월 27일: 성 페르고.
- 11월 27일: 성 프란치스코 안토니오 파사니.
- 11월 28일: 성녀 가타리나 라부레.
- 11월 28일: 성 그레고리오 3세.
- 11월 28일: 성 루포.
- 11월 28일: 성 소스테네스.
- 11월 28일: 성 스테파노.
- 11월 28일: 성 시메온 메타프라스테스.
- 11월 28일: 성 후밀리스.
- 11월 29일: 성 라드보드.
- 11월 29일: 성 레뎀토.
- 11월 29일: 성 블라시오.
- 11월 29일: 성 사투르니노.
- 11월 29일: 성녀 일루미나타.
- 11월 29일: 성 프레데릭.
- 11월 29일: 성 필로메노.
- 11월 30일: 성녀 마우라.
- 11월 30일: 성 사포르.
- 11월 30일: 성 아르놀도.
- 11월 30일: 성 안드레아.
- 11월 30일: 성녀 유스티나.
- 11월 30일: 성 조시모.
- 11월 30일: 성 피르미노.

## 12월
- 12월 1일: 나훔.
- 12월 1일: 성녀 나탈리아.
- 12월 1일: 성 디오도로.
- 12월 1일: 성 로가토.
- 12월 1일: 성 마리아노.
- 12월 1일: 성 아제리코.
- 12월 1일: 성 안사노.
- 12월 1일: 성 에바시오.
- 12월 1일: 성 엘리지오.
- 12월 1일: 성 올림피아데스.
- 12월 1일: 성 제라르도 카뇰리.
- 12월 1일: 성녀 칸디다.
- 12월 1일: 성 투드알.
- 12월 1일: 성 후고 파링돈.
- 12월 2일: 성 논노.
- 12월 2일: 성녀 마르타나.
- 12월 2일: 성녀 비비안나.
- 12월 2일: 성 실바노.
- 12월 2일: 성녀 아드리아.
- 12월 2일: 성 크로마시오.
- 12월 3일: 성 가시아노.
- 12월 3일: 성 클라우디오.
- 12월 3일: 성녀 마냐.
- 12월 3일: 성 솔라.
- 12월 3일: 성녀 아탈리아.
- 12월 3일: 성 에리코.
- 12월 3일: 프란치스코 하비에르.
- 12월 3일: 성녀 힐라리아.
- 12월 4일: 성 마루타스.
- 12월 4일: 성 멜레시오.
- 12월 4일: 성녀 바르바라.
- 12월 4일: 성녀 베르토아라.
- 12월 4일: 성 시몬 엠포.
- 12월 4일: 성녀 아다.
- 12월 4일: 성 안노.
- 12월 4일: 성 오스문도.
- 12월 4일: 성 요한.
- 12월 5일: 성 니체시오.
- 12월 5일: 성 달마시오.
- 12월 5일: 성 바소.
- 12월 5일: 성녀 바실리사.
- 12월 5일: 성 비리노.
- 12월 5일: 성 사바.
- 12월 5일: 성 시지람노.
- 12월 5일: 성 존 알몬드.
- 12월 5일: 성 카를 스텝.
- 12월 5일: 성녀 크리스피나.
- 12월 5일: 성 펠리노.
- 12월 6일: 성 다티바.
- 12월 6일: 성녀 디오니시아.
- 12월 6일: 성 테르시오.
- 12월 6일: 성녀 레온시아.
- 12월 6일: 성 마요리코.
- 12월 6일: 성 페드로 파스쿠알.
- 12월 6일: 성녀 아셀라.
- 12월 6일: 성 에밀리아노.
- 12월 6일: 성 제라르도.
- 12월 6일: 성녀 제르투르다.
- 12월 6일: 성 테르시오.
- 12월 6일: 성녀 힐데군다.
- 12월 7일: 성녀 세레나.
- 12월 7일: 성 세르보.
- 12월 7일: 성 아가토.
- 12월 7일: 성 아니아노.
- 12월 7일: 성 암브로시오.
- 12월 7일: 성 에우티키아노
- 12월 7일: 성 폴리카르포.
- 12월 8일: 성녀 군틸다.
- 12월 8일: 성 로마릭.
- 12월 8일: 성녀 릴리안.
- 12월 8일: 원죄 없이 잉태된 성모 마리아.
- 12월 8일: 성 소프로니오.
- 12월 8일: 성 에우카리오.
- 12월 9일: 성녀 고르고니아.
- 12월 9일: 성 레스티투토.
- 12월 9일: 성녀 레오카디아.
- 12월 9일: 성녀 발다.
- 12월 9일: 성녀 발레리아.
- 12월 9일: 성 부독.
- 12월 9일: 성 시로.
- 12월 9일: 성 프란치스코 안토니오 피사니.
- 12월 9일: 성 필로테오.
- 12월 9일: 성 후안 디에고.
- 12월 9일: 성 히파르코.
- 12월 10일: 성 그레고리오 3세.
- 12월 10일: 성 멘나스.
- 12월 10일: 성 멜키아데.
- 12월 10일: 성 에우그라포.
- 12월 10일: 성녀 에우랄리아.
- 12월 10일: 성 에우스타시오 화이트.
- 12월 10일: 성 존 로버트.
- 12월 10일: 성녀 율리아.
- 12월 10일: 성 제멜로.
- 12월 10일: 성 카르포포로.
- 12월 10일: 성 폴리도르 플라스딘.
- 12월 10일: 성 헤르모제네스.
- 12월 11일: 성 다마소 1세.
- 12월 11일: 성 바르사바.
- 12월 11일: 성 사비노.
- 12월 11일: 성 예로미노 라누치.
- 12월 11일: 성 우골리노 마갈로티.
- 12월 11일: 성 젠시아노.
- 12월 11일: 성 푸쉬아노.
- 12월 11일: 성 프랑코.
- 12월 12일: 과달루페의 복되신 성모마리아.
- 12월 12일: 성 비첼린.
- 12월 12일: 성 시네시오.
- 12월 12일: 성녀 아가타.
- 12월 12일: 성녀 아브라.
- 12월 12일: 성녀 에드부르가.
- 12월 12일: 성 에피마코.
- 12월 12일: 성 코렌틴.
- 12월 12일: 성 핀니안.
- 12월 13일: 성 아우베르토.
- 12월 13일: 성 안토니오 그라시.
- 12월 13일: 성 안티오코.
- 12월 13일: 성 에우스트라시오.
- 12월 13일: 성 오레스테스.
- 12월 13일: 성녀 오틸리아.
- 12월 13일: 성 요세.
- 12월 13일: 성 조반니 마리노니.
- 12월 13일: 성 토마스 홀랜드.
- 12월 14일: 성 니카시오.
- 12월 14일: 성 니콜라오 팍토르.
- 12월 14일: 성 마트로니아노.
- 12월 14일: 성 베난시오 포르투나토.
- 12월 14일: 성 보나벤투라 부오나코르시.
- 12월 14일: 성 아넬로.
- 12월 14일: 성녀 에우트로피아.
- 12월 14일: 성 헤론.
- 12월 14일: 십자가의 성 요한.
- 12월 15일: 성 막시미노.
- 12월 15일: 성 눈시오 술르리지오.
- 12월 15일: 성녀 니노.
- 12월 15일: 성 레오나르도 무리알도.
- 12월 15일: 성녀 마리아 디 로사.
- 12월 15일: 성녀 마리아 마르가리타 두비유.
- 12월 15일: 성 빈첸시오 로마노.
- 12월 15일: 성 우르비시오.
- 12월 15일: 성 플로렌시오.
- 12월 16일: 성 나발리스.
- 12월 16일: 성 미사엘.
- 12월 16일: 성 아나니아.
- 12월 16일: 성녀 아델라이다.
- 12월 16일: 성 아도.
- 12월 16일: 성 아자리아.
- 12월 16일: 성녀 알비나.
- 12월 16일: 성 에우세비오.
- 12월 17일: 성 라자로.
- 12월 17일: 성 막센시올로.
- 12월 17일: 성녀 베가.
- 12월 17일: 성녀 비비나.
- 12월 17일: 성 스투르미.
- 12월 17일: 성녀 올림피아.
- 12월 17일: 성 플로리아노.
- 12월 18일: 성 데시데라토.
- 12월 18일: 성 루포.
- 12월 18일: 성 비네발도.
- 12월 18일: 성 빅투로.
- 12월 18일: 성 아욱센시오.
- 12월 18일: 성 위느발드.
- 12월 18일: 성 조시모.
- 12월 18일: 성 플라난.
- 12월 19일: 성 네메시오.
- 12월 19일: 성 다리오.
- 12월 19일: 성 디모테오.
- 12월 19일: 성 리베르토.
- 12월 19일: 성 마니로.
- 12월 19일: 성 아나스타시오 1세.
- 12월 19일: 성 우르바노 5세.
- 12월 19일: 성 윌리암.
- 12월 19일: 성녀 테아.
- 12월 19일: 성녀 파우스타.
- 12월 20일: 성 암몬.
- 12월 20일: 성 우르시치노.
- 12월 20일: 성 필로고니오.
- 12월 23일: 성 세르불로.
- 12월 25일: 주님 성탄 대축일.
- 12월 26일: 성 스테파노
- 12월 27일: 성 요한 사도.
- 12월 31일: 성녀 멜라니아.
- 12월 31일: 성 바르바시아노.
- 12월 31일: 성 실베스테르 1세
- 12월 31일: 성 심플리치아노.
- 12월 31일: 성 아탈로.
- 12월 31일: 성 조티코.
- 12월 31일: 성 폰시아노.
- 12월 31일: 성 피니아노.
- 12월 31일: 성녀 힐라리아.

## 같이 보기
- 루터교 성인 달력
- 한국 정교회의 성인 달력
- 로마 보편 전례력